# 7,65 × 21 mm Parabellum
La 7,65 mm Parabellum (o 7,65 Para e poi anche 7,65 × 21 mm), che era inizialmente nota come 7,65 Luger o anche .30 Luger, è una cartuccia ideata intorno al 1897 dal Ingegner Georg Luger e fabbricata dalla DWM col codice interno DWM-471, espressamente per poter costruire la sua pistola Luger. Fu derivata in parte dalla munizione 7,65 × 25 mm Borchardt (che probabilmente aveva disegnato lo stesso Luger) e in parte fu una evoluzione della 7,63 × 25 mm Mauser, ma con palla più lunga e bossolo più corto.

## Caratteristiche
La cartuccia nasce con proiettile tronco-conico del peso di 6,1 g (+/-0,1) o 90-95 grani, in bossolo di ottone con profilo "a bottiglia" senza sporgenza del fondello (rimless botleneked) e con la tipica svasatura per l'estrattore delle pistole autocaricanti.

Quote della cartuccia 7,65 Parabellum moderna.

Il bossolo si presenta più corto di 4 mm rispetto alle cartucce di Borchardt e Mauser, mentre le pallottole sono analoghe almeno come diametro.
- Diametro del colletto = 8,43 mm
- Diametro del bossolo = 9,61 mm
- Angolo della spalla = 18°
- Diametro fondello = 9,98 mm
- Lunghezza del bossolo = 21,50 mm
- Lunghezza massima della cartuccia finita circa 30 mm (dipende dal tipo di palla montata)

## Utilizzo
L'esercito imperiale tedesco adottò la pistola Luger Parabellum nel 1908 (la Modell P08), quando era già prodotta in calibro 9 mm Parabellum. Mentre la cartuccia 7,65 mm Parabellum, la continuarono ad usare comunemente gli eserciti svizzeri, bulgari, portoghesi, svedesi e lettoni, che adottarono altri modelli di Luger (la Modell 1900 o P00). Il passaggio dalla palla 7,65 alla 9 mm, implicò il semplice allargamento del colletto, accorciando ulteriormente i bossoli di 2 mm (da 21 a 19 mm). E visto l'uso dello stesso bossolo, la maggior parte delle armi da fuoco in calibro 7,65 Parabellum, può essere convertita in 9 mm Parabellum (e viceversa), con un semplice cambio di canna. Questa fu una manovra molto fortunata per la cartuccia da 9 mm, perché si posizionò al centro delle richieste dell'epoca, e che ancora assolve tutt'oggi (es: è stata adottata anche dalla NATO).

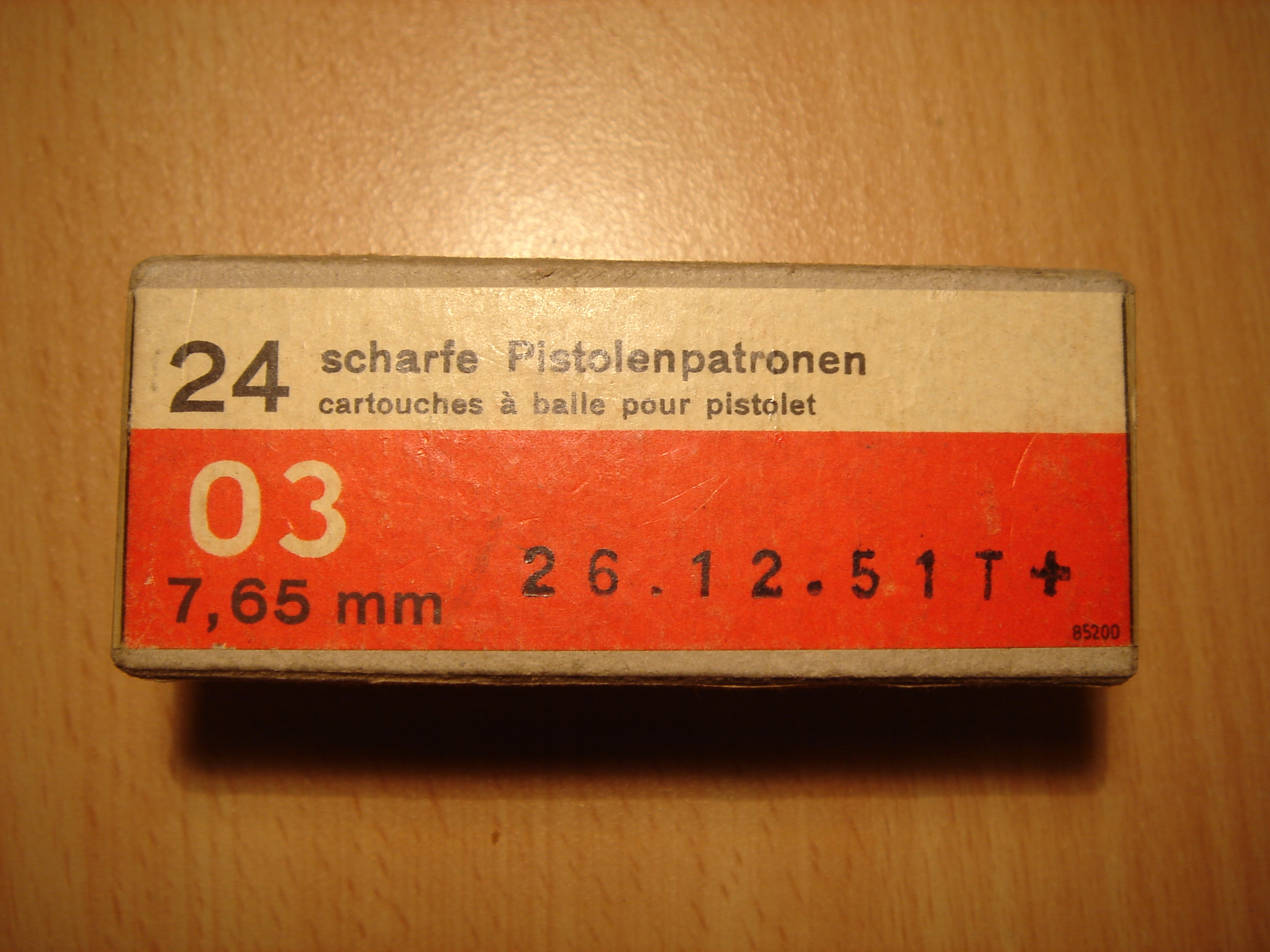
Pezzo dell'ultima partita di cartucce 7,65 × 21 mm Parabellum dell'esercito svizzero.

Con l'adozione delle pistole Luger nel 1900, le munizioni 7,65 mm Luger sono diventate lo standard adottato dall'esercito svizzero fino alla fine degli anni quaranta. La successiva arma da fianco dell'esercito della Confederazione, la SIG P210, è stata fabbricata in calibro 9 mm Parabellum, mentre quella per soli usi civili ha mantenuto il calibro 7,65 Para.
Il modello finnico di Luger M/23 è stato adottato anche dall'esercito finlandese nel 1922. Sono state distribuite oltre 9000 pistole, ma pochissime sono sopravvissute alla seconda guerra mondiale. La maggior parte di quelle rimaste sono state convertite in 9 mm, ed una piccola quantità è rimasta immagazzinata fino al 1980 per il personale non combattente.
Molte pistole in generale, sono state prodotte camerate per la 7,65 Parabellum a scopo commerciale, soprattutto in quei paesi che proibiscono l'uso civile di armi camerate con calibri per uso militare; alcuni esempi sono la Benelli B80, la Browning Hi-Power e la Ruger P94.
Anche alcuni fucili mitragliatori sono stati prodotti in questo calibro e tra questi ricordiamo il SIG Bergmann 1920 (la versione svizzera dell'MP 18), lo svizzero M/Neuhausen MKMS, l'austriaco MP 34 ed il finlandese M-26.
In Italia, la munizione 7,65 Parabellum è stata, tra il 1975 ed il 1988 circa, la più potente munizione per pistola semiautomatica disponibile sul mercato civile; infatti, tutte le pistole presenti sul mercato e camerate per il calibro 9×19 o calibri superiori (come ad esempio il .45 ACP), all'entrata in vigore della legge 27 aprile 1975 N°110, sono divenute "armi da guerra" o "armi tipo guerra" e per questo motivo non potevano essere vendute o acquistate dai privati. Il passo immediato fu la modifica di queste armi in calibri inferiori ed il passaggio dal 9×19 (ma anche dal 9×23 Steyr, anch'esso non consentito) al 7,65 Parabellum avveniva con la sostituzione della canna o con l'inserimento al suo interno di una canna di calibro ridotto (ritubatura) senza necessità di modificare l'otturatore o il serbatoio per consentirne il funzionamento.

## Sinonimi
- .30 Luger
- 7,65 × 21 mm
- 7,65 × 21 mm Luger
- 7,65 × 22 mm
- 7,65 mm Borchardt Auto. 1910
- 7,65 mm Borchardt-Luger M.1900
- 7.65 mm Luger
- 7,65 mm Luger, Schweizer Mod. 1900
- 7,65 mm Luger-Borchardt
- 7,65 mm Para
- 7,65 mm Parabellum-Pistole
- DWM 471